# Tie Ning
Tie Ning 铁凝 est une écrivaine chinoise née en 1957 à Pékin, en Chine. Son œuvre inclut des nouvelles.
En 1975, à l'issue de ses études secondaires, Tie Ning est envoyée à la campagne dans le cadre du mouvement de réhabilitation des Jeunes instruits, vers la fin de la Révolution culturelle. 
Elle connaît rapidement un grand succès, en 1982, avec "Ah, Xiangxue" (哦，香雪). La plupart de ses nouvelles tournent autour de l'exploration de la vie intérieure des gens du peuple, thème qu'elle abandonnera au profit de tableaux plus réalistes et partant, plus cruels, de la vie chinoise.
Elle est présidente de l'Association des écrivains de Chine (en) depuis 2006, succédant à l'écrivain Ba Jin.
Le 10 mars 2023, avec treize autres personnes, elle est élue à la vice-présidence du Comité permanent de l'Assemblée nationale populaire.

## Traductions
- Le Corsage rouge. Histoire d'une écolière d'aujourd'hui, dans Le Corsage rouge. Recueil de nouvelles contemporaines de Chine, Éditions en langues étrangères, « Collection Phénix », Pékin, 1990
- Rêverie d'une paysanne enceinte, trad. Zhao Ping, dans Œuvres choisies des femmes écrivains, Littérature chinoise, « Panda », Pékin, 1995
- Mimodrame, trad. Françoise Naour, dans Perspectives chinoises, 1997, volume 40, numéro 40, p. 54-59 [lire en ligne]
- La Douzième Nuit, trad. Prune Cornet et Yan Liu, 2004, Bleu de Chine
- Fleur de coton, 2005, trad. Véronique Chevaleyre, Bleu de Chine

## Distinctions
- 2015 : chevalier de l'ordre des Arts et des Lettres[2]